# Печки окръг
Печки окръг се намира в западната част на Косово с площ 1507 кв. км. Административен център на окръга е град Печ. В състава му влизат 3 общини. Населението на Печки окръг е 174 235 души към 2011 година.

## Общини
- Исток
- Клина
- Печ